# Gerardo Magella Bijos
Gerardo Majella Bijos (Abre Campo, 4 de dezembro de 1908 – 9 de janeiro de 1973) foi um farmacêutico brasileiro.
Graduado pela Faculdade de Farmácia de Leopoldina em 1926. Foi eleito membro da Academia Nacional de Medicina em 1943, sucedendo Julio Eduardo da Silva Araújo na Cadeira 97, que tem Augusto Cezar Diogo como patrono.